# Verónica Loyo
Verónica Loyo Nieto (Ciudad de México, 13 de julio de 1930) es una actriz y cantante mexicana. 

## Biografía y carrera

### Primeros años
Verónica Loyo Nieto nació el 13 de julio de 1930 en Ciudad de México, siendo hija de Víctor Manuel Loyo Ávila, un telegrafista, y Flora Nieto Lara, una ama de casa. Tuvo dos hermanos menores que también trabajaron en el medio artístico: Gabriel Loyo fue primer bailarín del Ballet Folklórico de México de Amalia Hernández, y Jorge Loyo fue integrante de Los Tres Gallos, un trío que tuvo éxito en Rusia y Japón.

### Incursión artística
En 1951, inició su carrera profesional como cantante apareciendo en un programa para aficionados de la XEW. La compañía discográfica RCA Víctor editó sus primeras grabaciones, con temas como «Si tú me quisieras», «Compadrito corazón», «Cansada», «Contestación a Mar y cielo», «Ingratitud», «Yo soy la criada», «Como tú», «Dímelo», «Siempre hace frío» y «El quihúbole». Algunos años después, grabó para Discos Orfeón canciones como «¡Qué bonito amor!» y «Cuarto cerrado», así como un álbum titulado Aires de la provincia, en el que interpretó canciones típicas de diversos estados mexicanos acompañada del Mariachi América de Alfredo Serna, los Hermanos Samperio, y Los Costeños.
Debutó en el cine interpretando el personaje de Lola Gómez «La Tórtola», en la película Los hijos de María Morales (1952). En 1953, participó en Canción de cuna, y Ahí vienen los gorrones. Prosiguió con su filmografía en Romance de fieras de 1954, y Los líos de Barba Azul y Secreto profesional, ambas de 1955. El mismo año debutó como actriz protagónica en Pueblo quieto, y los dos años siguientes repitió la misma hazaña con producciones como La fiera (1956), Rosalba (1956), El organillero (1957), y Fiesta en el corazón (1958).

### Retiro y vida posterior
A inicios de la década de los sesenta intervino en las cintas Los fanfarrones (1960), y Las tres coquetonas (1960). Un año después, en 1961 se estreno Locura de terror, su última participación actoral antes de retirarse el mismo año para procurar por su familia al lado de su esposo Hugo Mújica Alcaraz, con quien había contraído matrimonio el 2 de agosto de 1957 y procreado tres hijos. Su marido falleció en 1999.

## Discografía
- Aires de la provincia (Dimsa DML-8107)

## Filmografía
- Los hijos de María Morales (1952)
- Canción de cuna (1953)
- Ahí vienen los gorrones (1953)
- Romance de fieras (1954)
- Los líos de Barba Azul (1955)
- Secreto profesional (1955)
- Pueblo quieto (1955)
- La fiera (1956)
- Rosalba (1956)
- El organillero (1957)
- Fiesta en el corazón (1958)
- Las tres coquetonas (1960)
- Los fanfarrones (1960)
- Locura de terror (1961)